# Phạm Hồng Tài
Phạm Hồng Tài (sinh 1959) là đại biểu Quốc hội Việt Nam khóa 12, thuộc đoàn đại biểu Quảng Ninh.